# Jánoshalma
Jánoshalma è una città dell'Ungheria situato nella contea di Bács-Kiskun, nell'Ungheria meridionale di 9 343 abitanti (dati 2009)

## Società

### Evoluzione demografica
Secondo i dati del censimento 2001 il 92,1% degli abitanti è di etnia ungherese, il 3,3% di etnia rom

## Amministrazione

### Gemellaggi
Jánoshalma è gemellata con le seguenti città:
- Băile Tușnad, dal 1998
- Corund, dal 1998
- Rafaynovo, dal 1998
- Srbobran, dal 2001
- Temerin
- Nawojowa, dal 2008